# Epicauta tenebrosa
Epicauta tenebrosa är en skalbaggsart som beskrevs av Werner 1949. Epicauta tenebrosa ingår i släktet Epicauta och familjen oljebaggar. Inga underarter finns listade i Catalogue of Life.